# Masłowo (Rawicz)
Pour les articles homonymes, voir Masłowo.
Masłowo (prononciation : [maˈswɔvɔ]) est un village polonais de la gmina de Rawicz dans le powiat de Rawicz de la voïvodie de Grande-Pologne dans le centre-ouest de la Pologne.
Il se situe à environ 4 kilomètres à l'ouest de Rawicz (siège de la gmina et du powiat), et à 90 kilomètres au sud de Poznań (capitale régionale).
Le village possédait une population de 1 411 habitants en 2014.

## Histoire
De 1975 à 1998, le village faisait partie du territoire de la voïvodie de Leszno.

Depuis 1999, Masłowo est situé dans la voïvodie de Grande-Pologne.